# Євангельсько-реформаторський цвинтар (Варшава)

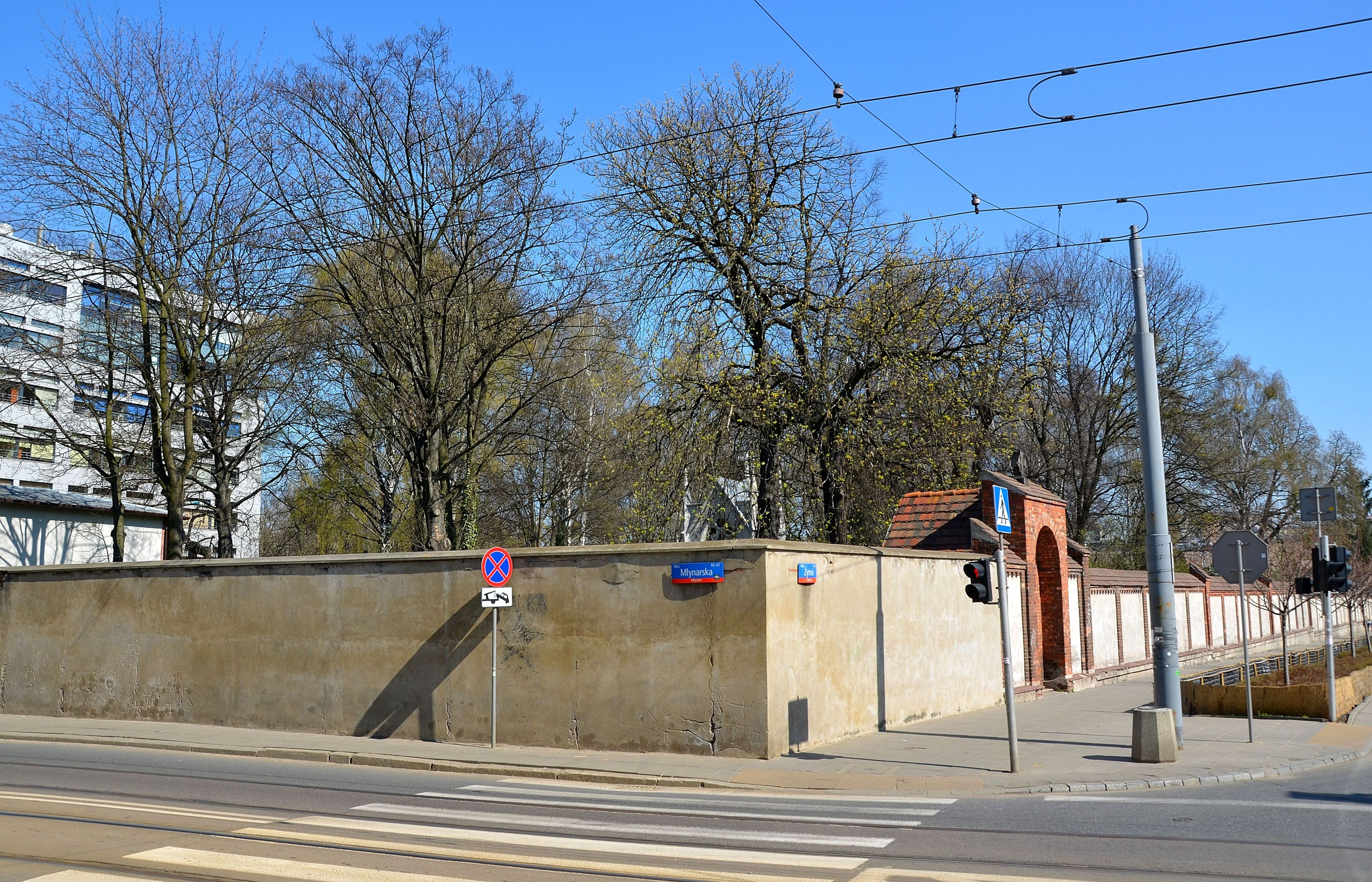
Кладовище збоку від вулиці Млинарської

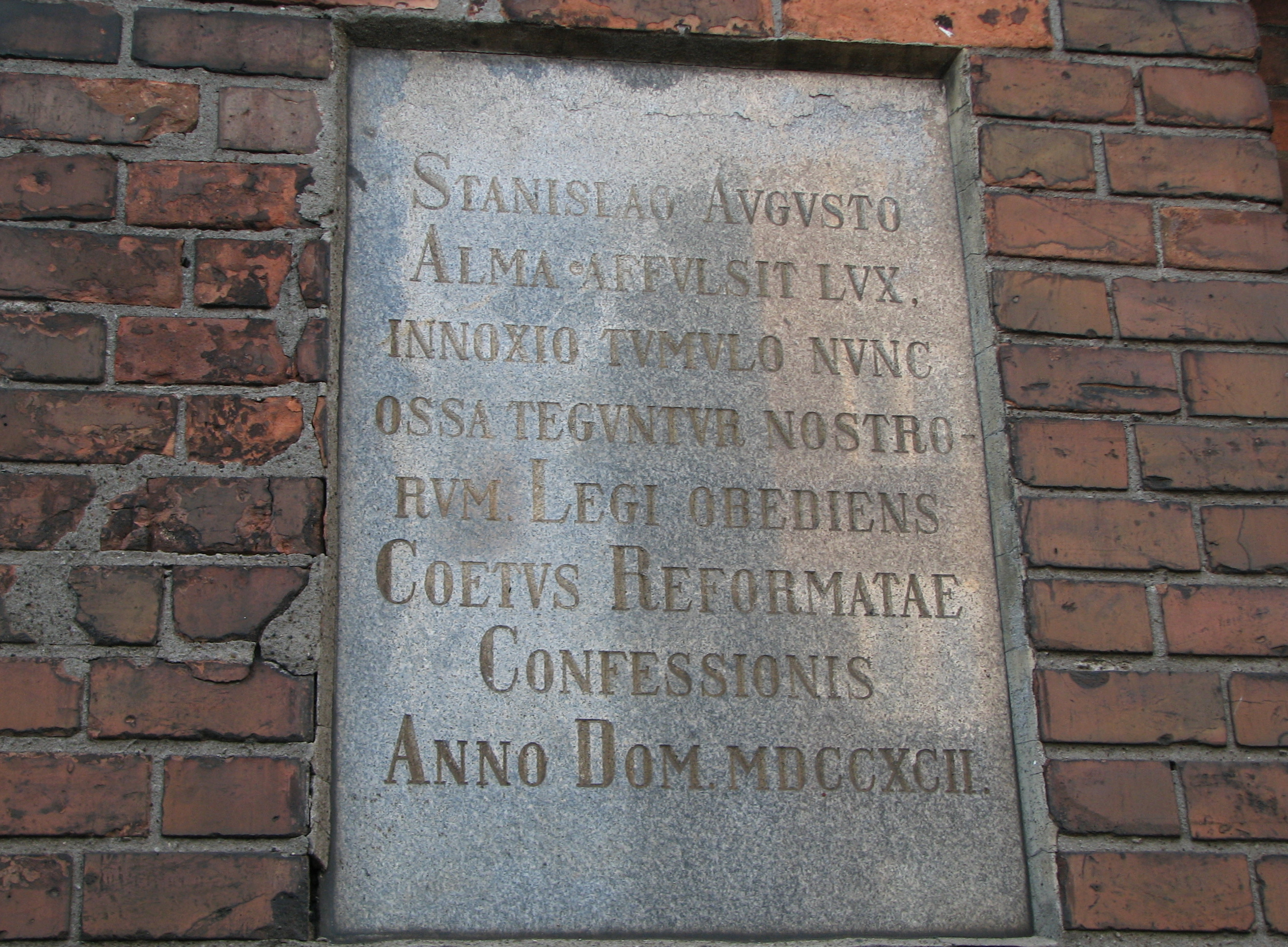
Таблиця біля головних воріт

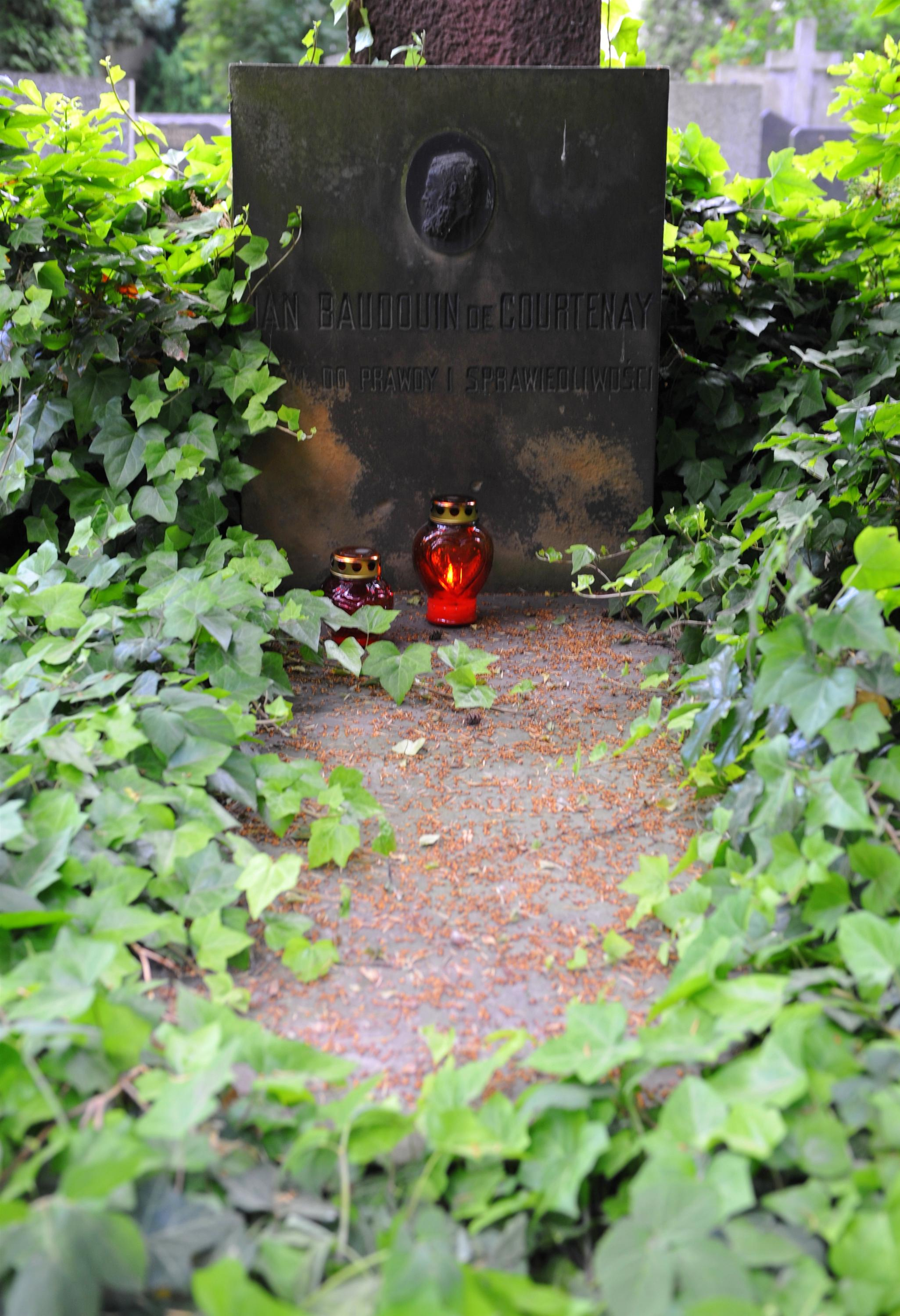
Могила Яна Бодуена де Куртене

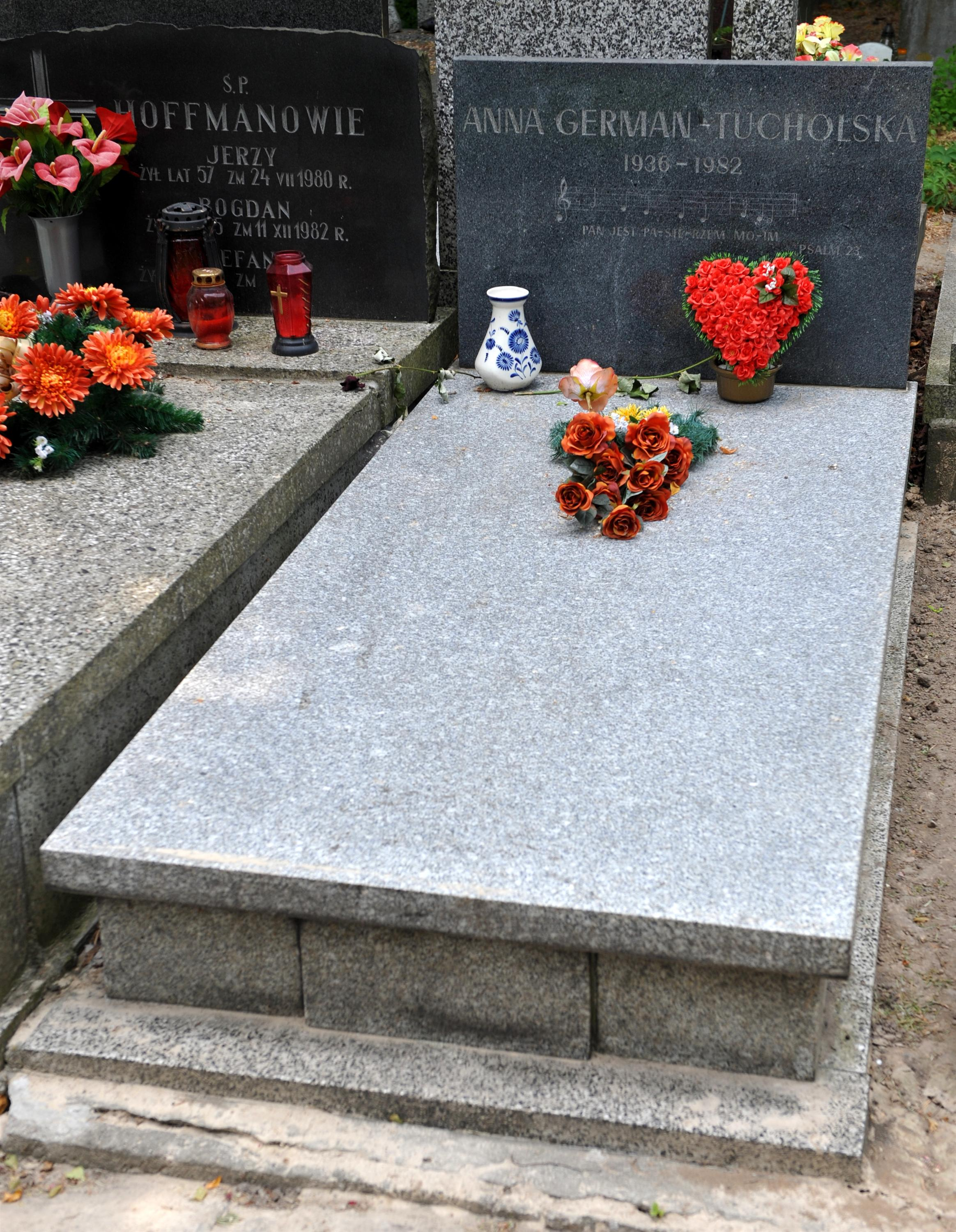
Могила Анни Герман

Євангельсько-реформаторський цвинтар — історичне кладовище, розташоване за адресою вулиця Житня 42, на розі з вулицею Млинарською в районі Воля у Варшаві.
У липні 2014 року, разом із п'ятьма іншими кладовищами, що утворюють комплекс історичних конфесійних кладовищ у Повонзках, було визнано пам'яткою історії.

## Історія
Кладовище було засноване в 1792 році (таблиця спорудження розташована на головному стовпі воріт за адресою вулиця Млинарська) для вірних Євангельсько-реформаторської церкви, під опікою якого воно залишається донині.
У 1794 та 1831 роках кладовище було сильно пошкоджене.
Під час Варшавського повстання 1944 року в цьому районі велися важкі бої. Потім кладовище було частково зруйновано. Згоріли, серед інших вся документація на кладовищі та частина будівлі.
На кладовищі є родинна каплиця — це гробниця Кроненбергів. Вона відігравала роль передпохоронного будинку з 1945 по 1983 рік, до поки було збудовано нову будівлю, яка своєю неоготичною архітектурою підходить до оточення (вона розташована в найдавнішій частині кладовища, де майже не має повоєнних могил).
На кладовищі спочивають особи протестантської та англіканської церков, окрім Євангельської та реформаторської церкви, а також люди інших конфесій.

## Люди поховані на кладовищі
- Міхал Аркт (1840—1918) — продавець книг, видавець
- Ян Башкевич (1930—2011) — юрист, історик, політолог
- Вітольд Бендер (1930—2015) — археолог, академічний викладач, президент Синоду Євангельсько-реформаторського костелу в Польщі
- Кароль Беєр (1817—1877) — фотограф, нумізмат, колекціонер
- Бодуен де Куртене Іван Олександрович (1845—1929) — лінгвіст
- Ядвіга Борнштайнова (1877—1971) — бібліотекарка
- Стефан Бжозовський (1930—2008) — інженер-електрик, світловий директор, викладач PWST у Варшаві
- Ян Станіслав Бистронь (1890—1962) — етнолог, фольклорист, історик культури
- Юзеф Зіммлер (1823—1868) — художник
- Людвік Кон (1902—1981) — юрист, соціалістичний діяч, один із засновників КОР
- Луцина Цвєрчакевичова (1829—1901) — автор популярних кулінарних книг
- Август Кароль Діл (1837—1908) — генеральний наглядач Євангельської реформатської церкви в Республіці Польща
- Барбара Енхольц-Наржинська (1931—2019) — екуменічна активістка, делегат Польської Вселенської Ради в PRON.
- Генрік Фаншове (1756—1828) — російський генерал
- Анна Герман (1936—1982) — співачка
- Олександр Гінс (1821—1908) — друкар, власник друкарні
- Станіслав Яніцький (1872—1939) — польський меліорант, сільськогосподарський діяч, політик, міністр
- Тадеуш Ярош (1931—2011) — священнослужитель, інженер
- Юліуш Каден-Бандровський (1885—1944) — письменник, журналіст
- Яцек Карпінський (1927—2010) — конструктор, ІТ-фахівець, солдат батальйону Зоська
- Тадеуш Каршо-Седлевський (1893—1939) — промисловець, сенатор Другої Польської Республіки
- Олександр Кірцун (1905—1989) — клірик, глава польської баптистської церкви
- Маріан Кочіняк (1936—2016) — актор
- Януш Косінський (1944—2008) — музичний журналіст
- Леопольд Станіслав Кроненберг (1812—1878) — фінансист, землевласник
- Станіслав Леопольд Кроненберг (1846—1894) — фінансист
- Зофія Леймбах (1901—1995) — професор медицини, активістка за незалежність, перша жінка-президент Консисторії Євангельської реформатської церкви Республіки Польща
- Адам Жисаковський (1895—1952) — бібліотекар, бібліолог, директор Національного інституту книги в Лодзі та Бібліографічного інституту у Варшаві.
- Тола Манкевичовна (1900—1985) — польська актриса, співачка та оперна співачка
- Леон Маджман (1911—2007) — дипломат
- Богдан Марконі (1894—1975) — консерватор живопису
- Владислав Марконі (1848—1915) –архітектор
- Антоні Маріанович (1924—2003) — письменник, поет, сатирик
- Казімєж Міжал (1910—2010) — політик, міністр
- Зофія Мрозовська (1922—1983) — актриса
- Казімєж Муранті (1925—2004) — офіцер авіації, клірик Об'єднаної євангельської церкви
- Марселі Ненкі (1847—1901) — фізіолог
- Ян Невєцарзал (1914—1981) — генеральний наглядач Євангельської реформатської церкви в Республіці Польща, з титулом єпископа Церкви
- Людвік Норблін (1836—1914) — варшавський промисловець, засновник Акціонерного товариства «Норблін, брати Бух і Т. Вернер»
- Болеслав Ольшевич (1893—1972) — географ, картограф
- Казімєж Ожеховський (1878—1942) — невролог
- Станіслав Праус — авіаційний конструктор (брат Тадеуша)
- Тадеуш Праус — символічно — пілот-полковник, командувач авіації Армія «Модлин», замордований у Катині (брат Станіслава)
- Адам Перечник (1892—1942) — історик, соціаліст та діяч освіти
- Єремі Пшибора (1915—2004) — поет, автор, письменник, співавтор (разом з Єжи Васовським) телебачення «Кабарет Старших Панув»
- Юліуш Равіч (1936—2013) — журналіст преси, один із засновників «Газета Виборча»
- Марек Людвік Реверділ — бібліотекар короля Станіслава-Августа Понятовського
- Ірена Семадені, уроджена Конопакі (1901—1984) — хірург-стоматолог
- Тадеуш Семадені (1902—1944) — суддя, вважається батьком плавання в Польщі
- Владислав Семадені (1865—1930) — генеральний наглядач Євангельської реформатської церкви в Республіці Польща
- Кароль Сераковський (1747—1820) — генерал, професор лицарської школи
- Вітольд Серпінський (1927—2009) — економіст
- Юзеф Сіммлер (1823—1868) — живописець
- Броніслав Зигмунт Сівік (1878—1933) — діяч ППС
- Барбара Скарга (1919—2009) — філософ
- Ганна Скаржанка (1917—1992) — актриса
- Стефан Скієрскі (1873—1948) — генеральний наглядач Євангельської реформатської церкви в Республіці Польща
- Катажина Антоніна Совінська (1776—1860) — польська патріотична та доброчинна активістка, дружина генерала Юзефа Лонгіна Совіньського
- Владислав Спасовський (1877—1941) — філософ, педагог
- Міхал Станкевич (1923—1985) — клірик, глава польської баптистської церкви
- Аніела Штейнсбергова (1896—1988) — юрист, громадська активістка, перекладачка, співзасновниця Комітету оборони робітників та Комітету соціальної самооборони «КОР»
- Анджей Щипйорський (1928—2000) — письменник, політик
- Януш Шпотанський (1929—2001) — письменник, шахіст
- Ян Свідерський (1904—1988) — хімік, професор Варшавського університету i Варшавського медичного університету
- Богдан Транда (1929—1996) — пастор євангельсько-реформатської парафії у Варшаві
- Лех Транда (1956—2012) — духовенство євангельської реформи
- Поль Тремо (1733—1810) — шеф-кухар
- Тадеуш Томашевський (1910—2000) — психолог
- Ян Вальк (1948—1993) — історик літератури, публіцист, діяч демократичної опозиції
- Теодор Вернер (1836—1902) — ювелір, промисловець, співзасновник Акц. Фабрики Металович «Норблін, брати Бух і Т. Вернер» у Варшаві
- Вацлав Вернер (1879—1948) — фізик, викладач Варшавського технологічного університету
- Ванда Вержлейська (1900—2012) — інженер-аграрник, найстаріша польська жінка на момент смерті
- Кароль Фридерик Войда (1771—1845) — мер Варшави
- Моніка Жеромська (1913—2001) — письменник, живописець, дочка Стефана Жеромського
- Стефан Жеромський (1864—1925) — прозаїк, драматург, оглядач
- Ванда Лолкевська (1909 або 1912—1989) — письменниця